# ジブレッツ

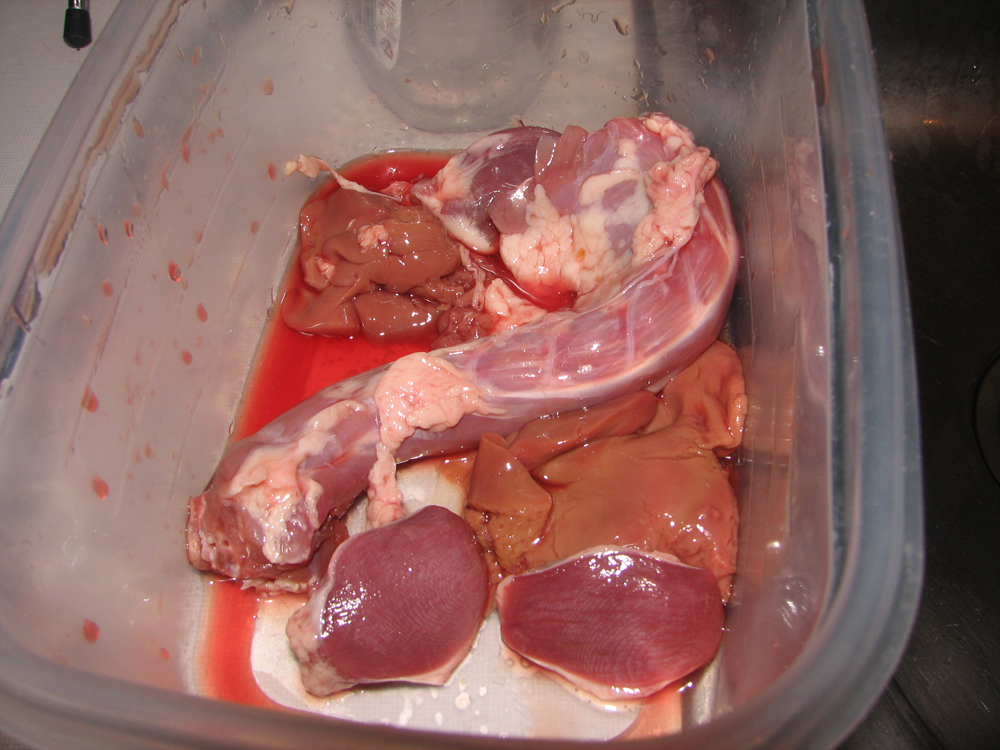
アヒルのジブレッツ（首肉を含む）

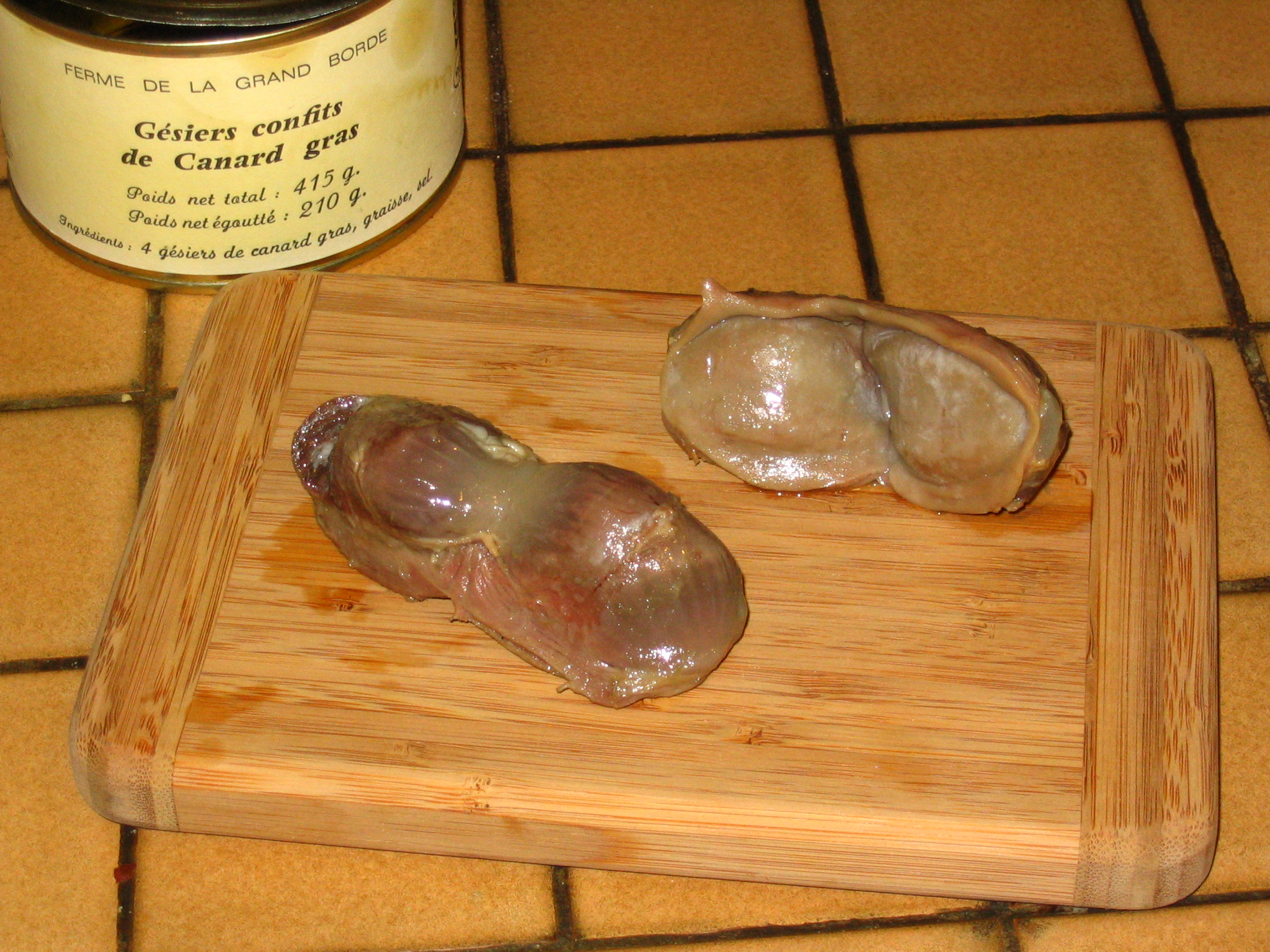
アヒルの砂肝のコンフィ

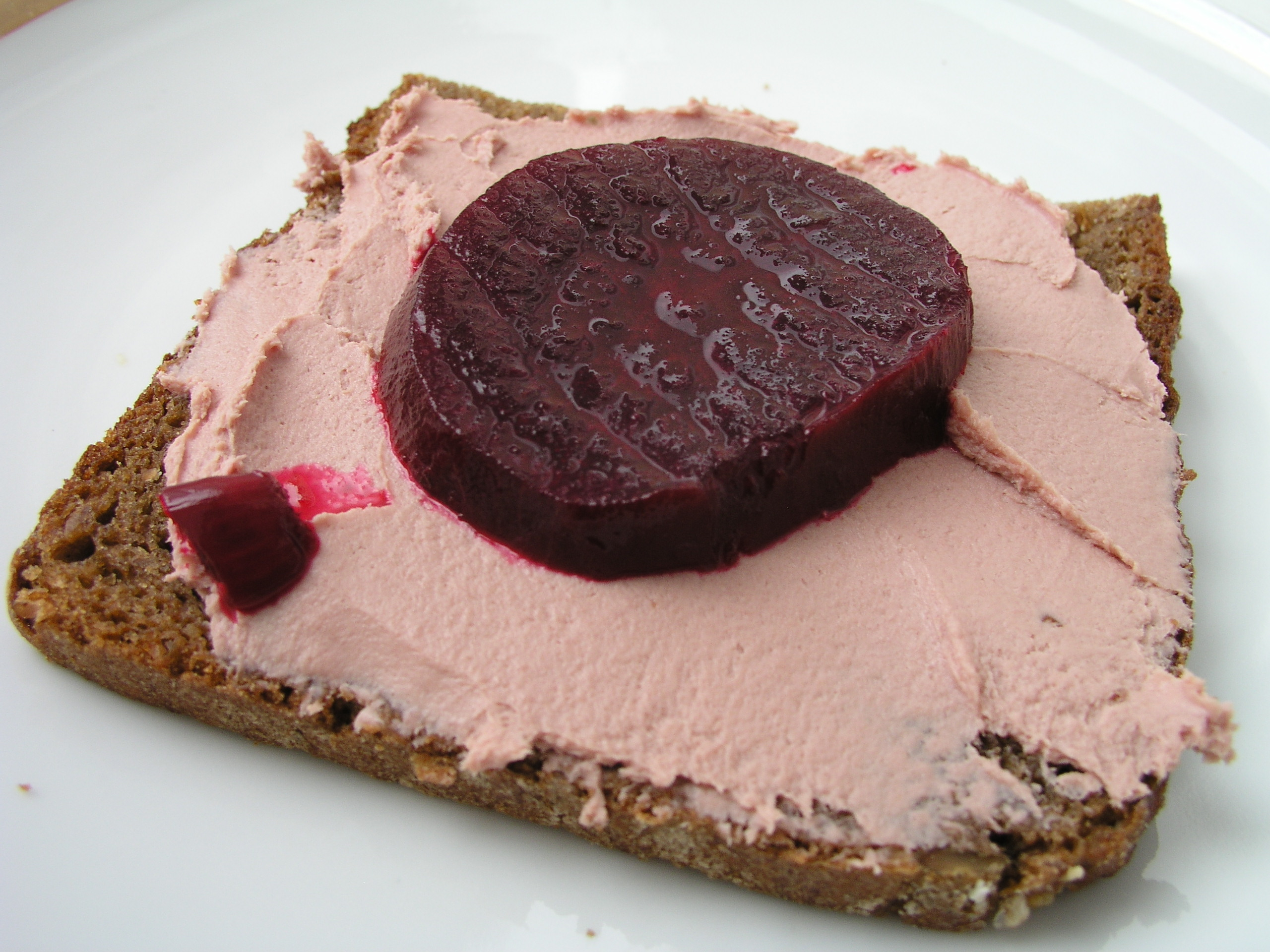
レバーのパテを塗りテーブルビートのピクルスを載せたライ麦パンのオープンサンドイッチ

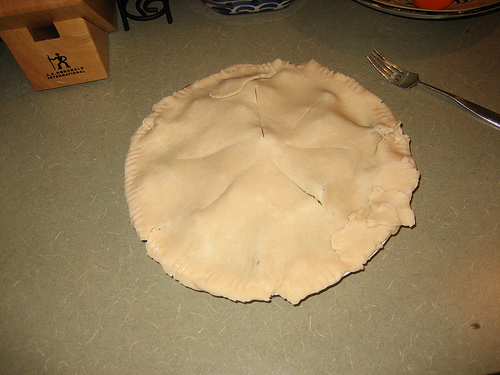
生地で包んでオーブンで焼く直前のパイ

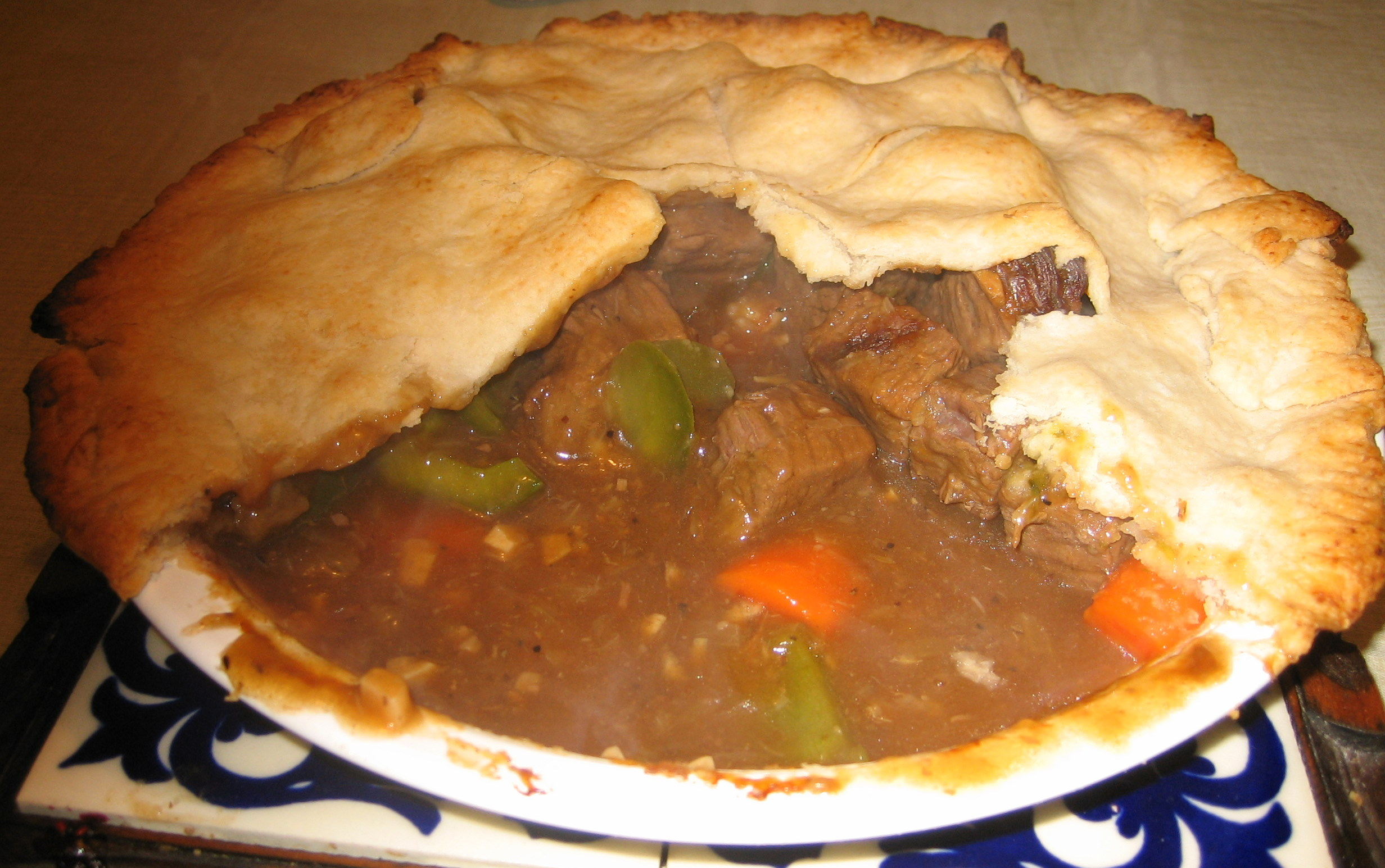
焼き上がったミートパイ

ジブレッツ（英: giblets）は家禽や猟鳥の内臓（もつ）を意味する西洋料理の料理用語である。

## 概要
ジブレッツに近い日本の料理用語にはニワトリの内臓を意味する鶏もつがあるが、ジブレッツはニワトリだけでなくシチメンチョウやガチョウ、アヒルなどニワトリ以外の家禽や猟鳥の内臓の呼称としても用いられる。英語のジブレッツは、フランス語のジビエ（仏:Gibier）と共通の語源を猟鳥を意味する古フランス語にもち、かつては猟鳥のシチューを意味した言葉が転じて現在のように鳥の内臓を意味する言葉として用いられるようになった。欧米の肉屋で売られているジブレッツには、鳥の内臓のうち心臓（ハツ）、砂嚢（砂肝）、肝臓（レバー）、およびときにはその他の消化管（ホルモン）が含まれているのが一般的である。
欧米の肉屋で鳥肉が丸ごと一羽分売られている場合、ジブレッツが付属していることが多く、普通は袋詰めにしたジブレッツが鳥の胴体から内臓を抜いた体腔に入れられている。定義上はジブレッツに含まれないが、解体時に切り離された鳥の首もジブレッツの袋に一緒に入れられていることが多い。この鳥の首肉（せせり）はジブレッツと一緒に調理されるのが一般的である。
鳥肉は、特にスーパーマーケットで売られる場合には、精肉のパックになっていてジブレッツが入っていないものが大半である。精肉とは別にジブレッツだけで売られていることもあるが、鳥の内臓は欧米では食材としての需要が少ないため、消費者に販売されずペットフード業者に引き取られている場合が多い。

## ジブレット料理
ジブレッツを用いた料理は数多くある。鳥に詰め物をしてローストするときに細かく刻んだジブレッツを詰め物に加えるのが伝統的な調理法だが、アメリカ合衆国農務省は主に食中毒を避ける観点からジブレッツを鳥肉と分けて調理することを薦めている。鳥肉と別に調理する場合には、ジブレッツはジブレットパイやジブレットスープ、ジブレットストック、特にアメリカ合衆国南部では好んでジブレットグレイビーの材料として用いられる。ただし、レバーについては、独特の強い風味で他の食材の味が圧倒されるのを避けるため、ジブレットグレイビー以外の料理には他のもつと一緒に入れず、パテや焼き鳥などレバー専用のレシピに用いるのが一般的である。また、ジブレッツは、南フランス風シチューのアリコやジブレットフリカッセ、パスタソースのジブレットラグー（ミートソース）、ケイジャン料理のジブレットジャンバラヤの材料としても用いられる。

### ジブレットパイ
ジブレットパイは、ジブレッツを用いた伝統的なミートパイである。イギリス・ヴィクトリア女王の料理長だったチャールズ・フランカテッリが書いた『料理人の手引』 (The Cook's Guide) の1868年版にはジブレットパイの作り方が次のように説明されている。
1. ガチョウのジブレッツを2羽分用意し、少量の塩を加えた熱湯で約6分間湯通しする。
2. 湯通ししたジブレッツを水切りざるに移して湯を切りながら冷ます。
3. ジブレッツをシチューなべに入れて、ニンジン、セロリ、クローブを刺したタマネギ（タマネギにクローブを刺しておくと、肉の臭みを消すために加えるクローブの刺激のある香味がスープにきつく付き過ぎるのを防ぐ効果がある）、キッチンハーブ（パセリ、タイム、マジョラム、バジリコ、ネギ）、黒胡椒の粒を加える。
4. ストックまたは水と少量のケチャップを加え、とろ火で1時間半から2時間とろとろ煮込む。煮込みにかかる時間は若鳥を用いる方が短くなる。
5. 煮込みが終わったら水切りざるに移して湯を切り約5cmの長さに切る。このとき砂肝（レバーを一緒に入れる場合はレバーも）は小さめに切る。
6. ベーコンを並べたパイ皿の上に置く。
7. ジブレッツの煮出し汁を、灰汁を取り除きながら適当な濃さになるまで煮詰め、パイにかける。
8. 固めた卵黄を加えて、パイ生地で包んで約1時間15分オーブンで焼く。